# 放浪者の書

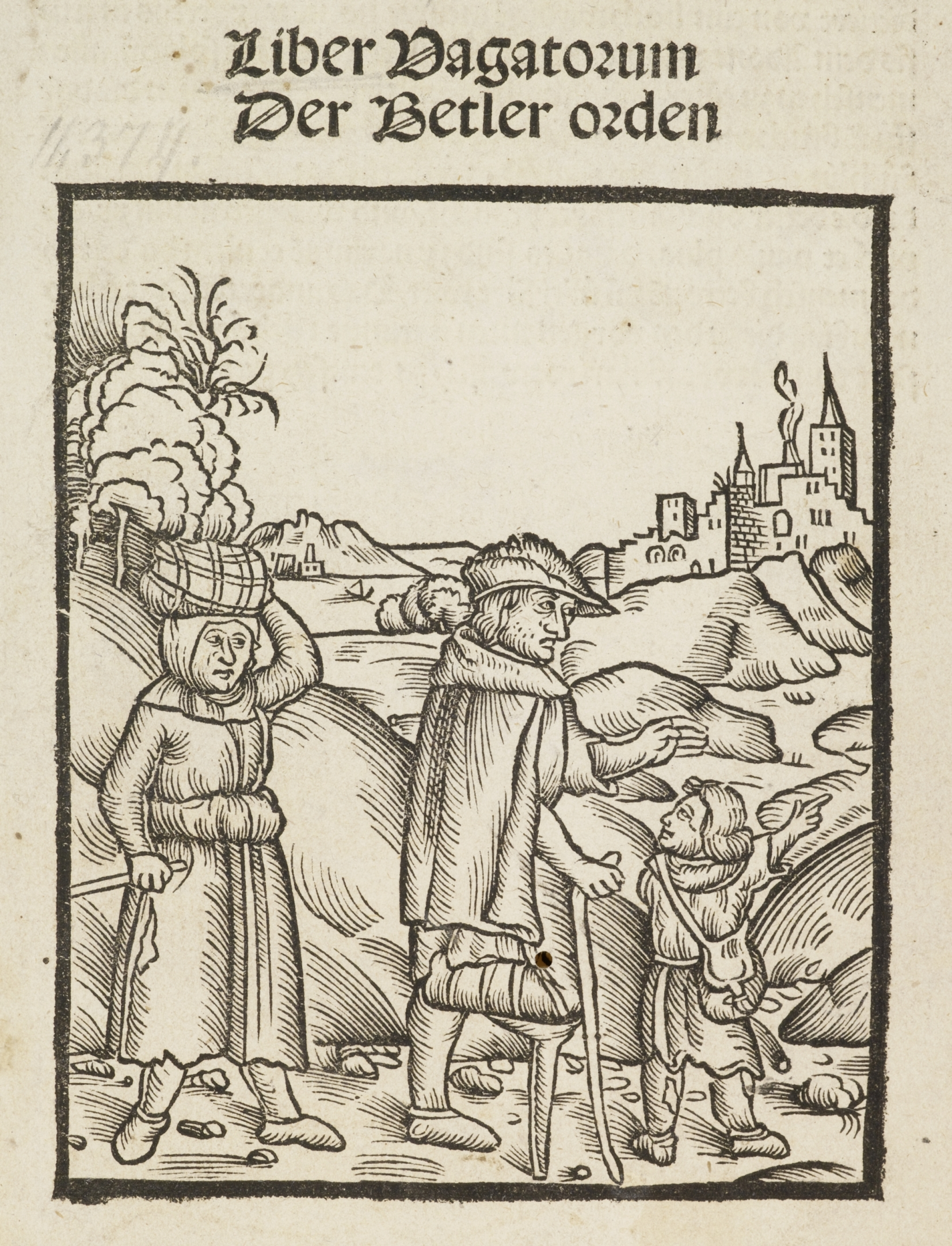
1510年版『放浪者の書』

『放浪者の書』（ほうろうしゃのしょ、羅原題: Liber Vagatorum）は、1509年頃のプフォルツハイムで初版が出版された本で、著者は匿名である。ラテン語のタイトルを除けば、全体がドイツ語で書かれているので、当時の学者よりも一般人を対象とした著書であると推定できる。初版が出てすぐにベストセラーになり、数世紀にわたって様々なタイトルに再出版された。内容は、中世ヨーロッパを放浪していた様々なタイプの詐欺師を説明し、彼らが民衆を欺くときに使用する手法と、仲間内だけで使用する符牒（ロートヴェルシュ）を記述している。宗教改革の重要な人物であるマルティン・ルターは、1528年にこの本を編集および一部修正し、序文を書いた。